# نیکلاس کاسترو
نیکلاس کاسترو (انگلیسی: Nicolás Castro؛ زادهٔ ۱ نوامبر ۲۰۰۰) بازیکن فوتبال اهل آرژانتین است.
از باشگاه‌هایی که در آن بازی کرده‌است می‌توان به باشگاه فوتبال نیولز اولد بویز اشاره کرد.
وی همچنین در تیم ملی فوتبال زیر ۱۷ سال آرژانتین بازی کرده‌است.